# 1732 en France
Chronologie de la France
- 1728
- 1729
- 1730
- 1731
- 1732
- 1733
- 1734
- 1735
- 1736

Cette page concerne l’année 1732 du calendrier grégorien.

## Événements
- 22 janvier : mariage de Louis-François de Bourbon-Conti, avec Louise-Diane d’Orléans (Mademoiselle de Chartres), dernière fille du régent. Elle avait été baptisée trois jours avant dans la chapelle, à l'âge de seize ans[1].
- 29 janvier : fermeture du cimetière Saint-Médard dont les avatars miraculeux scandalisent le gouvernement[2].
- 23 mars : naissance de Marie-Adélaïde de France (Madame Adélaïde)[1].

- 3 avril : la Loge parisienne Saint-Thomas au Louis d’Argent reçoit ses patentes de la Grande Loge de Londres[3].
- 27 avril : Mgr de Vintimille, archevêque de Paris publie un mandement qui condamne les Nouvelles ecclésiastiques, périodique janséniste et clandestin. Le 3 mai, une vingtaine de curés parisiens lui adressent une lettre pour lui signifier leur refus de publier ce mandement au prône. Des troubles éclatent dans les paroisses où le mandement est publié, ce qui conduit le 13 juin le Parlement de Paris à publier un arrêt qui interdit la diffusion du mandement. Le 17 juin, un arrêt du conseil du roi casse celui du Parlement[2].

- 1er juin : baptême de Louis-Philippe d’Orléans, duc de Chartres, tenu sur les fonts par le roi et la reine[1].

- 5 juillet : baptême de Louis-Jean-Marie de Bourbon, duc de Penthièvre, tenu sur les fonts par le roi et la reine[1].

- 13 août : arrêt du Parlement de Paris condamnant le libellé Judicium Francorum[4] concernant le rôle du Parlement dans l’élaboration législative[5].
- 18 août : déclaration du roi, donnée à Marly, concernant la discipline du Parlement relativement aux affaires ecclésiastiques. Crise parlementaire consécutive à l’enregistrement forcé de la bulle Unigenitus par Fleury en 1730. Dans cette déclaration, le roi interdit au Parlement la réitération des remontrances, proscrit les grèves de la judicature pro-janséniste et limite la compétence parlementaire dans le domaine religieux[6] : « Le pouvoir de faire les lois et de les interpréter est essentiellement et uniquement réservé au roi. Le Parlement n’est chargé que de veiller à leur exécution. »

- 3 septembre : le roi tient un lit de justice devant le Parlement de Paris déplacé à Versailles, lui enjoignant d’enregistrer la déclaration du 18 août ; rentrés à Paris le 4, les parlementaires affirment par un arrêté qu’il leur est impossible d’exécuter la déclaration. Le 7, cent trente-neuf conseillers des enquêtes et des requêtes sont exilés par lettres de cachet[6].
- 9 septembre : arrêt du conseil d’État concédant le bail des Fermes générales pour 84 millions de livres et pour six ans à Nicolas Desboves[7],[8].

- 7 octobre : adoption de la réforme de l’artillerie proposée par le lieutenant général de Vallière[9].

- 1er décembre : Fleury lève l’exil des magistrats qui acceptent de se soumettre. Le chancelier proclame la « surséance » (suspension) des textes du 18 août. La crise religieuse est provisoirement calmée[6].